# 梅原翔太
梅原 翔太（うめはら しょうた、1987年 - ）は、日本のアニメーションプロデューサー。CloverWorks所属。神奈川県出身。

## 経歴
大学時代、就職活動の最中、アニメ業界を志す。2010年に大学を卒業後、動画工房に入社し制作進行として数々の作品を担当。
2016年、『三者三葉』で初めてアニメーションプロデューサーを務める。
2017年、A-1 Picturesに移籍。2018年より、同社より分社したCloverWorks所属となる。
演出家志望ではないが、『未確認で進行形』ではオープニングの絵コンテを担当。これについて梅原は、「もともとコンテをお願いしていた人が突然やれなくなってしまった時に、スケジュールの関係で他の人を探すよりは自分でやった方が早いと思って」と述べている。

## 参加作品

### テレビアニメ
2010年
- 真・恋姫†無双 ～乙女大乱～（制作進行）
- ぬらりひょんの孫（制作進行）
- それでも町は廻っている（制作進行）

2011年
- 星空へ架かる橋（制作進行）
- ゆるゆり（制作進行）

2012年
- 偽物語（制作進行）
- Another（制作進行）
- ゆるゆり♪♪（制作進行）

2013年
- GJ部（制作進行）
- 恋愛ラボ（制作進行）

2014年
- 未確認で進行形（絵コンテ・制作デスク・制作進行・予告編協力）

2015年
- プラスティック・メモリーズ（制作担当・制作進行）
- 干物妹！うまるちゃん（制作進行）

2016年
- 三者三葉（アニメーションプロデューサー・制作進行）
- 刀剣乱舞-花丸-（制作進行）
- 舟を編む（制作進行）

2017年
- エロマンガ先生（制作進行）
- 冴えない彼女の育てかた♭（制作進行）

2018年
- ダーリン・イン・ザ・フランキス（制作進行）

2019年
- 約束のネバーランド（制作進行）
- Fate/Grand Order -絶対魔獣戦線バビロニア-（制作進行）

2021年
- ワンダーエッグ・プライオリティ（アニメーションプロデューサー）

2022年
- その着せ替え人形は恋をする（アニメーションプロデューサー）
- ぼっち・ざ・ろっく!（アニメーションプロデューサー）

### ショートアニメ
- 僕はロボットごしの君に恋をする（2017年、制作進行）
- 22/7 あの日の彼女たち（2018年、制作進行）